# Étrun
Étrun (flämisch: Stroom) ist eine französische Gemeinde mit 326 Einwohnern (Stand: 1. Januar 2022) im Département Pas-de-Calais in der Region Hauts-de-France. Sie gehört zum Arrondissement Arras und zum Kanton Arras-1. Die Einwohner werden Strumensiens genannt.

## Geographie
Die Gemeinde Étrun liegt etwa sechs Kilometer westnordwestlich des Stadtzentrums von Arras nahe der Mündung des Baches Gy in die Scarpe. Umgeben wird Étrun von den Nachbargemeinden Marœuil im Norden und Osten, Duisans im Süden, Agnez-lès-Duisans im Südwesten und Westen sowie Haute-Avesnes im Nordwesten.

## Bevölkerungsentwicklung
| Jahr                       | 1962 | 1968 | 1975 | 1982 | 1990 | 1999 | 2006 | 2013 | 2022 |
| -------------------------- | ---- | ---- | ---- | ---- | ---- | ---- | ---- | ---- | ---- |
| Einwohner                  | 378  | 414  | 367  | 302  | 336  | 326  | 329  | 325  | 326  |
| Quellen: Cassini und INSEE |      |      |      |      |      |      |      |      |      |

## Sehenswürdigkeiten

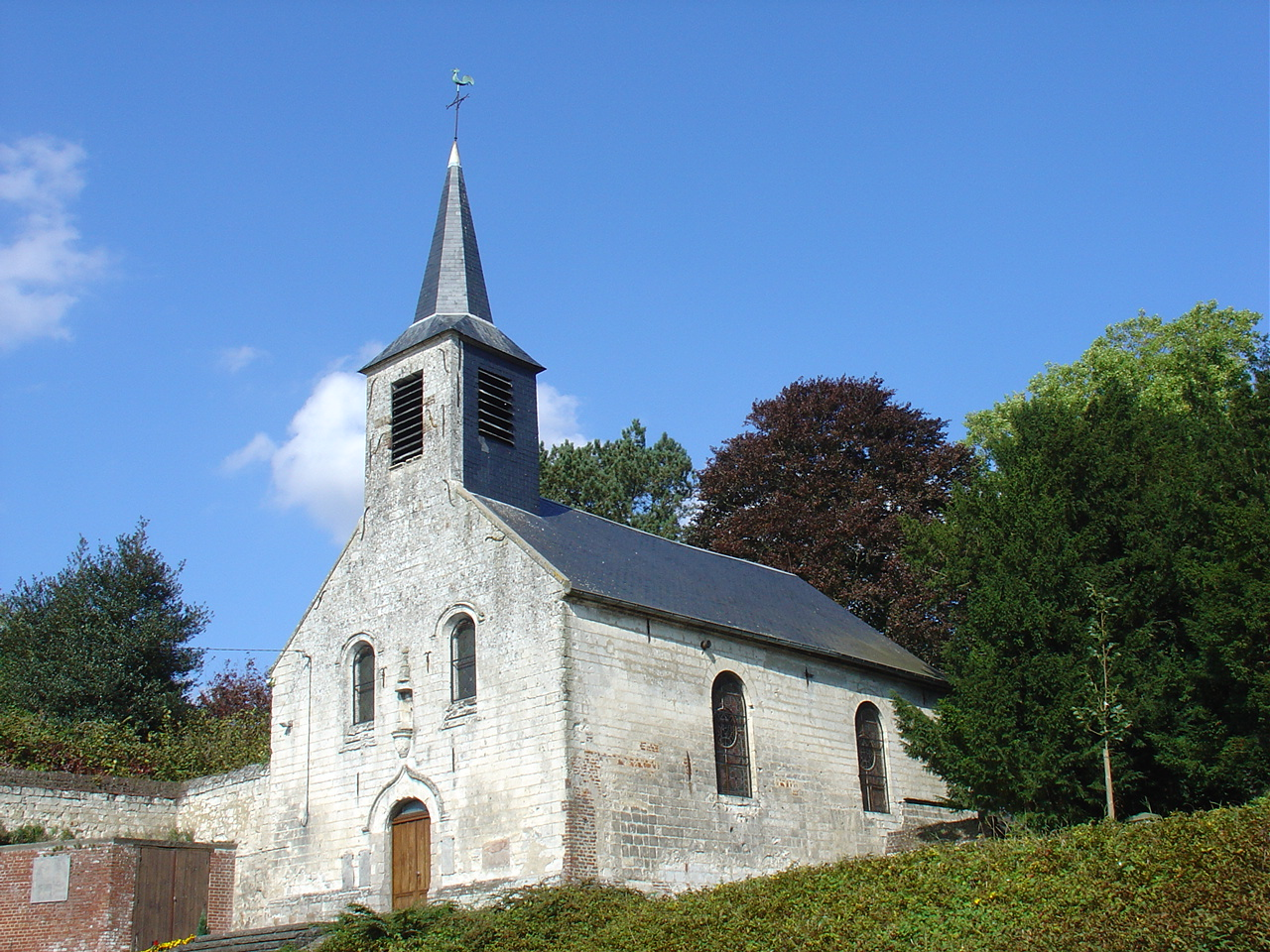
Kirche Saint-Nicolas
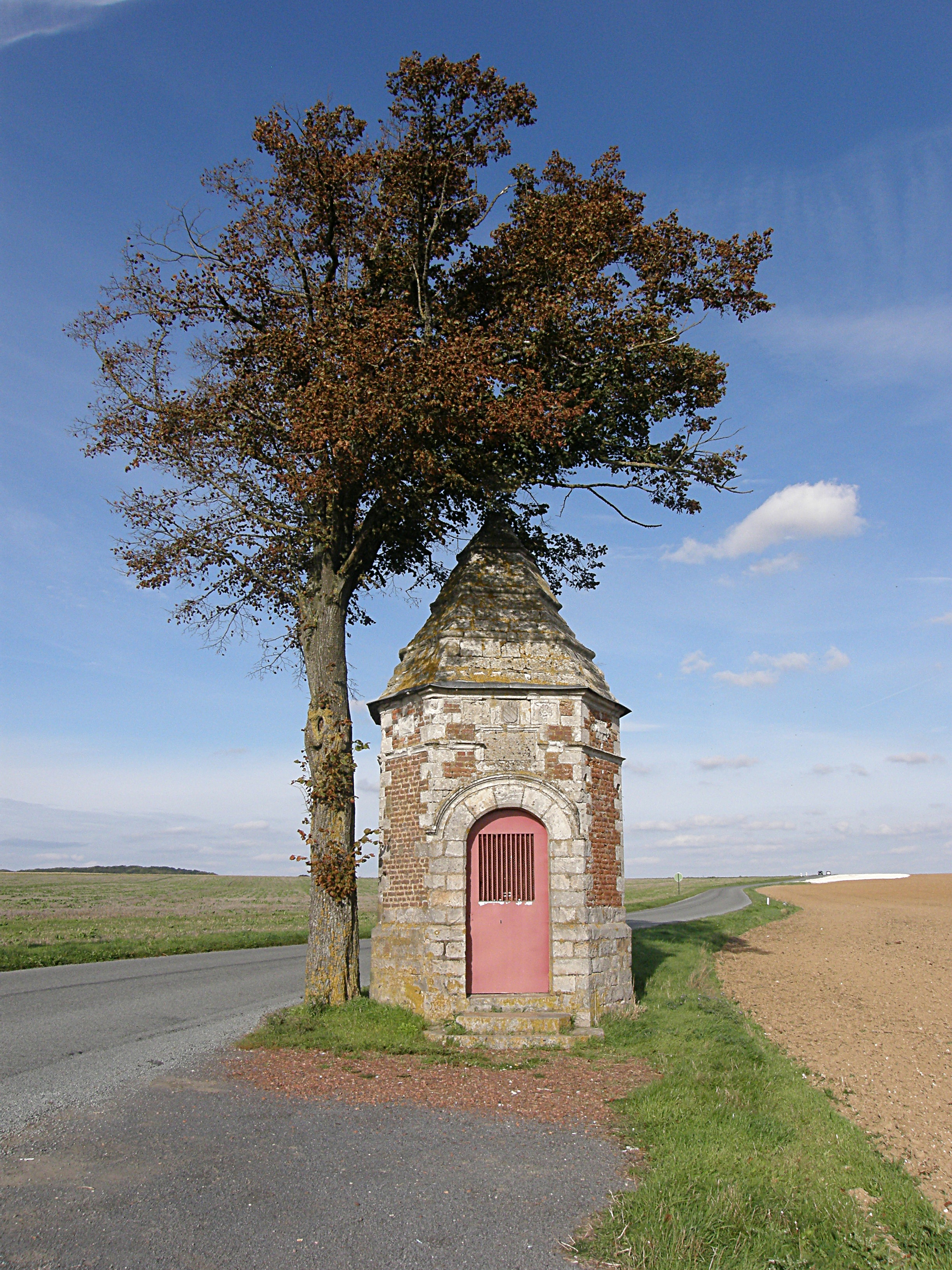
Kapelle Notre-Dame-de-Pitié
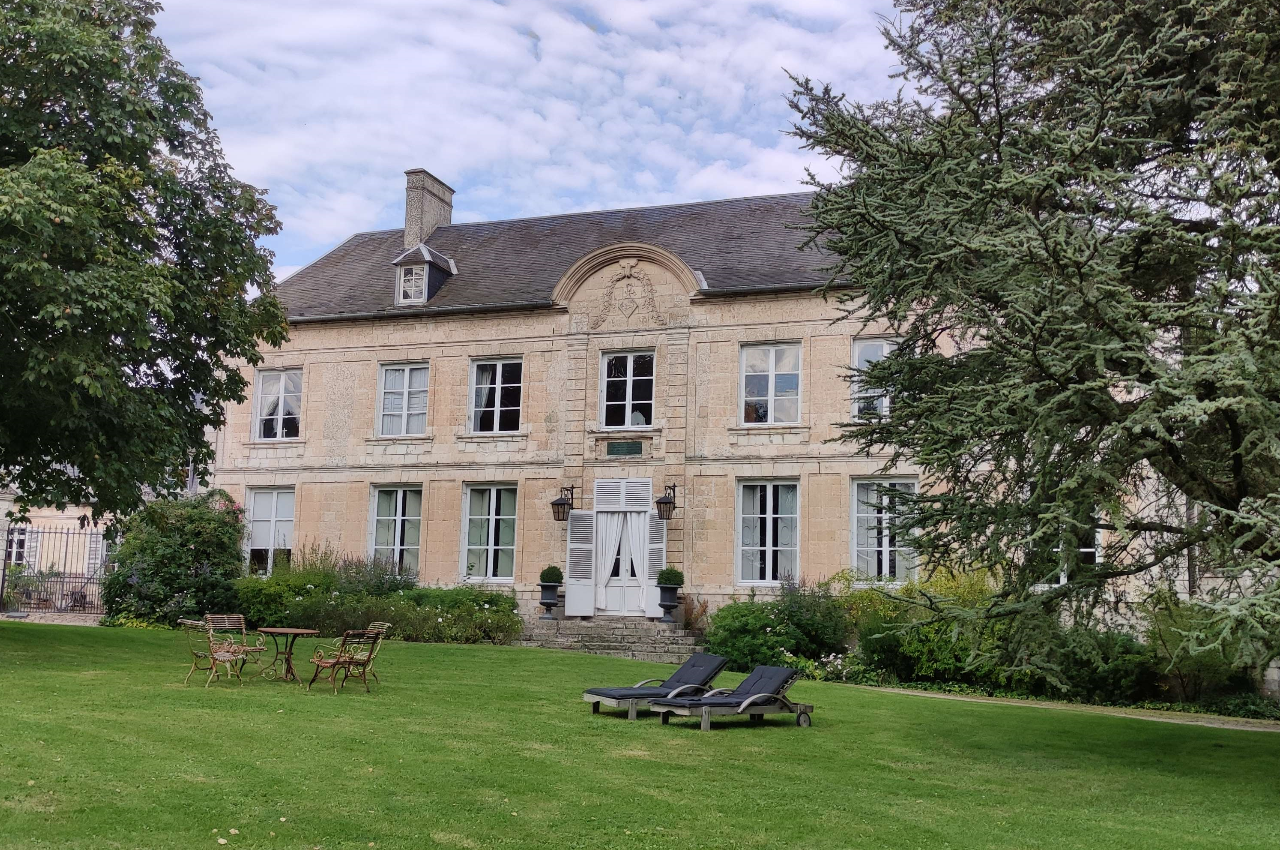
ehemaliges Kloster

- Kirche Saint-Nicolas
- Kapelle Notre-Dame-de-Pitié
- Ehemaliges Kloster